# Graziella Marina
Graziella Marina, pseudonimo di Bianca Basile (Napoli, 1938), è un'attrice italiana.
Attiva nel teatro e nel cinema, ha fatto parte della compagnia teatrale di Eduardo De Filippo a partire dal 1959. Nel ciclo teleteatrale eduardiano, viene anche accreditata come Graziella Marino.

## Teatro
- Uno coi capelli bianchi (1958) di Eduardo De Filippo - Regia di Lionello De Felice
- La fortuna con l'effe maiuscola (1959) di Armando Curcio - Regia di Eduardo De Filippo
- Sogno di una notte di mezza sbornia (1959) di Eduardo De Filippo - Regia Eduardo De Filippo
- Tre calzoni fortunati (1959) di Eduardo Scarpetta - Regia di Eduardo De Filippo
- Natale in casa Cupiello di Eduardo De Filippo - Regia di Eduardo De Filippo
- Questi fantasmi! di Eduardo De Filippo - Regia di Eduardo De Filippo
- Filumena Marturano di Eduardo De Filippo - Regia di Eduardo De Filippo
- De Pretore Vincenzo (1976) di Eduardo De Filippo - Regia di Eduardo De Filippo
- Gli esami non finiscono mai (1978) di Eduardo De Filippo - Regia di Eduardo De Filippo

## Filmografia parziale
- Sogno di una notte di mezza sbornia, regia di Eduardo De Filippo (1959)
- La contessa azzurra, regia di Claudio Gora (1960)
- Se non avessi più te, regia di Ettore Maria Fizzarotti (1965)
- Totò a Napoli (dalla serie Tutto Totò) (1967)
- Figlio mio sono innocente!, regia di Carlo Caiano (1978)
- Il mare, non c'è paragone, regia di Eduardo Tartaglia (2002)
- Reality, regia di Matteo Garrone (2012)
- Un Natale stupefacente, regia di Volfango De Biasi (2014)
- Babbo Natale non viene da Nord, regia di Maurizio Casagrande (2015)
- Ammore e malavita, regia dei Manetti Bros. (2017)
- Nove lune e mezza, regia di Michela Andreozzi (2017)
- Bob & Marys - Criminali a domicilio, regia di Francesco Prisco (2018)
- Achille Tarallo, regia di Antonio Capuano (2018)
- Sono solo fantasmi, regia di Christian De Sica e Brando De Sica (2019)

## Prosa televisiva Rai
- Tre calzoni fortunati, regia di Eduardo De Filippo, trasmessa il 23 gennaio 1959.